# Arrieta
Arrieta város Spanyolországban,  Bizkaia tartományban. Arrieta Fruiz, Meñaka, Bermeo, Busturia, Errigoiti és Morga községekkel határos. Lakosainak száma 579 fő (2024).

## Népesség
A település lakosságának változását az alábbi diagram mutatja:
| Lakosok száma | 517  | 512  | 552  | 551  | 551  | 573  | 564  | 586  | 576  | 579  |
|               | 2001 | 2004 | 2007 | 2009 | 2012 | 2014 | 2017 | 2019 | 2022 | 2024 |